# Karlštejn (Svratouch)
Karlštejn (deutsch Karlstein) ist ein Ortsteil der Gemeinde Svratouch in Tschechien. Er liegt zwei Kilometer östlich von Svratka und gehört zum Okres Chrudim.

## Geographie
Karlštejn befindet sich im Zentrum der Saarer Berge an der 783 m hohen Kuppe Karlštejn. Nördlich des Ortes entwässern mehrere kleinere Bäche zum Borek. Südlich liegt das Tal der Svratka und ihres Zuflusses Cikánský potok. Im Osten erhebt sich der Bubnovaný kopec (780 m). Südöstlich befinden sich die Quellen Hraběnčina studánka und Knížecí studánka, dahinter liegt der Zkamenělý zámek (775 m).
Nachbarorte sind Čachnov, Ruda und Kopec im Norden, Damašek und Pustá Rybná im Osten, Březiny im Südosten, České Křižánky und Česká Cikánka im Süden, Svratka im Südwesten sowie Svratouch im Nordwesten.

## Geschichte
Karlštejn entstand in der ersten Hälfte des 18. Jahrhunderts als Ansiedlung von Hüttenleuten aus Svratka und Česká Cikánka. 1708 ließ Franziska Rosalie Beatrix Berka von Dubá, die Ehefrau des Besitzers der Herrschaft Richenburg, Wilhelm Leopold Graf Kinský auf dem Berg eine des hl. Ägidius geweihte Kapelle anlegen. Zwischen 1767 und 1776 entstand im Auftrag von Philipp Graf Kinský neben der Kapelle ein Jagdschlösschen, das von einem Hirschgarten umgeben wurde. 1784 wurde das Schloss Sitz des Hüttenamtes der Herrschaft Richenburg. Nachdem Karl Alexander von Thurn und Taxis 1823  die Herrschaft Richenburg  für eine Million Gulden von Philipp Joseph Graf Kinský gekauft hatte, diente das Schloss auch als Sitz der Forstverwaltung für die umliegenden Wälder.
Im Jahre 1835 bestand das im Süden des Chrudimer Kreises gelegene Dominikaldorf Karlstein aus 7 Häusern, in denen 51 Personen lebten. Im Ort gab es ein Jagdschloss mit Kapelle, das als Wohnsitz eines herrschaftlichen Forstbeamten diente.
Katholischer  Pfarrort war Swratka, die Helvetianer waren nach Swratauch gepfarrt. Bis zur Mitte des 19. Jahrhunderts blieb Karlstein immer der Allodialherrschaft Richenburg untertänig.
Nach der Aufhebung der Patrimonialherrschaften bildete Karlstein ab 1850 einen Ortsteil  der Gemeinde Svratouch im Gerichtsbezirk Hlinsko, ab 1868 gehörte das Dorf zum politischen Bezirk Chrudim. Seit 1924 ist der Ortsname Karlštejn gebräuchlich. 1949 wurde Karlštejn dem Okres Hlinsko und 1961 wiederum dem Okres Chrudim zugeordnet. 1991 hatte der Ort 3 Einwohner. Im Jahre 2001 bestand das Dorf aus 8 Häusern, in denen 7 Menschen lebten.

## Sehenswürdigkeiten
- Schloss Karlštejn
- Felsgruppe Zkamenělý zámek (Alt Karlstein)